# 打越明司
打越 明司（うちこし あかし、1958年〈昭和33年〉4月11日 - ）は、日本の政治家。鹿児島県指宿市長（1期）。
衆議院議員（1期）、鹿児島県議会議員（4期）を務めた。

## 経歴

### 生い立ち
1958年、鹿児島県揖宿郡山川町小川（現在の指宿市山川小川）生まれ。2歳の時に頴娃町三俣（現在の南九州市頴娃町牧之内）へ。その後、鹿児島市谷山で中高生時代を過ごす。
ラ・サール中学校・高等学校、九州大学経済学部を卒業した後、財団法人松下政経塾で松下幸之助に学ぶ（2期生）。
鹿児島、宮崎、熊本等南九州一帯で地域フォーラムを開催し、地域住民と町おこしの研究を実施。指宿地区青年団にも所属し、活動を開始。
1983年〜1985年は、指宿地区青年団連絡協議会会長を務める。

### 鹿児島県議会議員時代
1991年4月、自由民主党公認で鹿児島県議会議員選挙に指宿市・揖宿郡選挙区より出馬し初当選。以後、4期連続当選。
鹿児島県議会企画建設委員長、財政問題調査会幹事長、農林水産委員長、教育問題調査会副会長等を歴任。
13年間、鹿児島県議会議員として地域に根ざした活動を続けてきた中で、県議会議員として直面した離島振興策、災害対策等の大きな壁は、国政で取り組まなければ克服できないことを痛感し、4期目途中の2005年8月、第44回衆議院議員総選挙において鹿児島2区から出馬する意向を固め、自民党本部に公認申請した。しかし、党は元職の園田修光を公認。打越は鹿児島2区から無所属で出馬したが保守票が割れ、結果自由連合代表の父・徳田虎雄の後継で出馬した徳田毅が当選し、打越、園田は共に落選した。
その後、徳田毅が自由連合を離党し自民党に入党。徳田毅が次期総選挙でも鹿児島2区で公認される公算が極めて大きくなったため、打越は2007年に民主党に入党し、鹿児島2区で公認を得た。なお、民主党が鹿児島2区で公認候補を擁立するのは、打越が初めてであった。

### 衆議院議員へ
2009年8月の第45回衆議院議員総選挙では、鹿児島2区の大票田である鹿児島市谷山地区や、元々の地盤である指宿市では前職の徳田を上回る票を獲得したものの、徳田の地盤である奄美群島では大差をつけられて敗北。重複立候補していた比例九州ブロックで復活し、初当選した。
衆議院災害対策特別委員会理事、予算委員会委員、農林水産委員会委員、議院運営委員会委員、内閣委員会委員、総務委員会委員。
議員連盟では「島の振興」議員連盟事務局長、お茶の振興議員連盟幹事長、観光振興議員連盟副会長や与野党7会派で構成する離島振興法改正に向けた実務者会議事務局長を、党務では党離島政策PT事務局長、党鹿児島県連代表、党幹事長補佐を歴任。
2009年12月1日、離島選出または離島に関心の深い議員65名を会員とし、揮発油税軽減など島の抱える諸問題について、政策的に支援することを目的に「島の振興」議員連盟を結成し事務局長に就任。2011年11月には、党政策調査会の機関である離島政策プロジェクトチームを立上げ、事務局長として「平成23年度予算編成」への離島のガソリン値下げを提言。2012年5月1日からのガソリン値下げが実現した。
2010年の奄美豪雨災害では、いち早く被災地に入り災害復旧、復興支援対策に従事。その後も災害対策特別委員会委員として災害対策に取り組む。
2012年から民主党鹿児島県連代表、民主党幹事長補佐に就任。同年12月の第46回衆議院議員総選挙では、鹿児島2区から出馬するも再び徳田に敗れ、比例復活もならず落選した。

### 補欠選挙へ出馬
2014年3月12日、徳田は親族が選挙違反事件で逮捕される事態をうけて辞職。これに伴って同年4月27日に行われる鹿児島2区の補欠選挙へ出馬を表明し、出馬会見では民主党を離党して無所属で出馬する意向を示した。民主党の他に、生活の党、結いの党、日本維新の会が推薦を決定した。社会民主党も推薦する見通しであったが、原子力発電所の再稼働反対を明言していないことから自主投票となった。また、打越は連合鹿児島にも推薦申請を出したが、連合鹿児島は打越が民主党を離党した点について「戦略的な意図は理解するが、協力政党や（連合の）構成組織からの推薦申請ではなく推薦は難しい」として支持にとどめた。選挙の結果、自民党公認候補の金子万寿夫に敗れ、落選した。

### 市長選挙へ出馬
2022年1月30日、同年2月6日投開票の指宿市長選挙に無所属で立候補した。
2月6日の投開票の結果、現職の豊留悦男ら3候補を破り初当選を果たした。
※当日有権者数：33,086人 最終投票率：66.32%（前回比：-0.56pts）
| 候補者名 | 年齢 | 所属党派 | 新旧別 | 得票数   | 得票率 | 推薦・支持 |
| -------- | ---- | -------- | ------ | -------- | ------ | ---------- |
| 打越明司 | 63   | 無所属   | 新     | 11,618票 | 53.40% |            |
| 豊留悦男 | 71   | 無所属   | 現     | 6,316票  | 29.03% |            |
| 米倉由晋 | 42   | 無所属   | 新     | 3,642票  | 16.74% |            |
| 武田信弘 | 67   | 無所属   | 新     | 179票    | 0.82%  |            |

## 政策・主張

### 2014年衆議院補欠選挙
- 消費税やTPPに関する主張は積極的に行っていない[9]。
- 川内原子力発電所の再稼働について、「やむなしと思っている」と表明している[10]。

### 2012年衆議院選挙
- 憲法改正に賛成[11]。
- 日本の核武装について検討すべきでないとしている[11]。
- 2030年代の原発稼働ゼロを目指す政府（2012年当時）の目標について、支持するとしている[11]。
- 原子力規制委員会の新基準を満たした原発は再開すべきとしている[11]。
- 女性宮家の創設に反対[11]。
- 消費税について社会保障財源にあてるため、消費税を2014年4月に8%、2015年10月に10%まで引き上げる法律通りに引き上げるべきだとしている[11]。
- 基礎年金制度は、全額税方式がふさわしいとしている[11]。